# Allergiska ögonsjukdomar
Allergiska ögonsjukdomar innefattar Allergisk konjunktivit (allergisk bindhinneinflammation) eller rinokonjunktivit, som kan vara säsongsbunden eller kronisk, Atopisk keratokonjunktivit, Vernal keratokonjunktivit, Jättepapillskonjunktivit och Kontaktallergisk dermatokonjunktivit.

## Allergisk rinokonjunktivit
Allergisk konjunktivit, även kallad rinokonjunktivit (hösnuva) eftersom rinit ofta förekommer samtidigt, eller hösnuvekonjunktivit är den vanligaste formen av ögonallergi. Det är en IgE-förmedlad allergisk sjukdom.

### Förekomst och orsak
Ungefär 8 procent skolbarn och 15 procent av tonåringar i Sverige drabbas av sjukdomen.
Vid säsongbunden rinokonjunktivit är det i regel allergi mot pollen som är orsak Året-runt-rinokonjunktivit kan bero på allergi mot husdammskvalster eller pälsdjur

### Symtom
Klåda är det klart dominerande symptomet. Ögats bindehinna blir röd och det uppträder en glasartade svullnad, kallad chemos. Ökat tårfölde kan förekomma liksom svullnad av ögonlocken. Se även allergisk rinit.

### Behandling
Om det går att undvika de allergen som orsakar symtomen är det naturligtvis allra bäst. Kalla kompresser på ögonlocken kan lindra. Ögondroppar med kromoglikat eller antihistamin hjälper i många fall. När man samtidigt har rinit är antihistamintabletter lämpliga. En kombination av tabletter och ögondroppar kan ibland behövas. Hyposensibilisering prövas vid svåra symtom. Man bör undvika att bära kontaktlinser när man har symtom. Se för övrigt pollenallergi.

## Atopisk keratokonjunktivit

### Förekomst och orsak
Detta är en manifestation vid atopisk dermatit. Till skillnad från allergisk konjunktivit är det inte alltid exponering för allergen som utlöser besvären, även om en IgE-medierad överkänslighet föreligger i majoriteten av fallen. Andra ögonsjukdomar kan utgöra en komplikation till atopisk keratokonjkunktivit, nämligen katarakt och keratokonus. Sjukdomen börjar oftast efter 20-årsåldern.

### Symtom
En brännande klåda är dominerande. Vanligt är också ökat tårflöde och ljuskänslighet är vanligt. Eksem kan förekomma på ögonlocken. Bindhinnan, konjunktivan, är röd och svullen. Det kan uppträda små sår på hornhinnan. En allvarlig komplikation är infektiös keratit.

### Behandling
Ögondroppar med kromoglikat kan lindra i en del fall. likaså antihistamintabletter. Ögonlockseksemet behandlas med kortisonsalva. eller takrolimussalva.

## Vernal keratokonjunktivit

### Förekomst och orsak
Sjukdomen är ovanligare i Sverige än i till exempel medelhavsregionen och Afrika. I många, men inte alla, fall i Sverige förekommer någon specifik allergi och patienten har då i regel även någon annan atopisk sjukdom. Pojkar drabbas fem gånger så ofta som flickor. Insjuknandet sker vanligen före puberteten. Sjukdomen läker spontant efter några år.

### Symtom
Sjukdomen är mest besvärande på vårar (därav namnet vernal) och somrar, men symtom kan förekomma året runt och består i svår klåda, brännande känsla i ögonen, en känsla av något främmande i ögat. Dessutom intensiv ljuskänslighet och ökat tårflöde. Ögonen är ofta röda.

### Behandling
Elimination av allergen om någon allergi förekommer. Regelbunden användning av ögondroppar med kromoglikat och vid försämringar kortisonögondroppar.

## Jättepapillskonjunktivit

### Orsak
Detta tillstånd kan uppstå hos människor som bär kontaktlinser, ögonproteser eller andra främmande material i ögonhålan.
Tillståndet drabbar cirka 1 av 100 linsbärare. 
Den exakta orsaken till inflammationen är ännu okänd. 
Möjligtvis kan en allergisk reaktion mot partiklar eller allergener som fastnat bakom en lins eller protes, eller bristfällig linshygien ligga bakom. 
Ibland utvecklas det även till följd av suturer efter tidigare ögonoperationer.

### Symtom
Klåda, ökad mängd sekret i ögat och minskad tolerans för kontaktlinsen är typiskt.

### Behandling
Man måste reglera kontaktlinsanvändningen. Ibland kan det behövas ett uppehåll med linserna under flera månader. Läkemedelsbehandling med kromoglikat eller kortison kan behövas.

## Kontaktallergisk dermatokonjunktivit

### Förekomst och orsak
Denna åkomma är inte vanlig. Den orsakas av Typ 4-allergi, (fördröjd överkänslighetsreaktion, kontaktallergi), mot något ögonläkemedel.

### Symtom
Klåda, rodnad och svullnad är dominerande symtom. Både ögats bindhinna, konjunktivan, som ögonlockshuden kan drabbas.

### Behandling
Eliminering av allergenet är det viktigaste. Vid svåra besvär kan en kortare kur med kortisonpreparat behövas.